# Type 93 (lanciafiamme)
Il Type 93, assieme alla sua variante Type 100, è stato un lanciafiamme spalleggiabile in dotazione alle truppe dell'esercito imperiale giapponese a partire dal 1933; era fornito di due serbatoi contenenti circa 15 litri di miscela infiammabile e aveva un raggio utile di circa 27 metri.
Usato con profitto nel corso dei ripetuti scontri con la repubblica nazionalista di Cina poi culminati nella seconda guerra sino-giapponese, fu adoperato anche nel corso della guerra in Estremo Oriente e Pacifico contro gli Alleati e negli anni finali del conflitto i giapponesi lo reimpiegarono come arma anticarro.

## Storia

### Sviluppo
L'Impero giapponese progettò un lanciafiamme di disegno convenzionale all'inizio degli anni trenta, ispirandosi ai modelli adoperati dall'esercito imperiale tedesco durante la prima guerra mondiale. L'arma fu immatricolata nel 1933 da cui la designazione "Type 93", che prendeva le ultime due cifre dell'anno imperiale in corso (il 2593). Nel 1940 furono introdotte alcune migliorie e il lanciafiamme così ottenuto fu denominato "Type 100" (anno imperiale 2600).

### Impiego operativo
Il Type 93 fu distribuito in compagnie dipendenti dalle divisioni di fanteria; fu inoltre utilizzato dai reggimenti di genieri, solitamente in reparti che contavano da sei fino a una dozzina di armi. Il Type 93 e la sua versione migliorata Type 100 videro anche un limitato uso su mezzi corazzati: i giapponesi dotarono una piccola unità di carri armati del genio Sōkō Sagyō Ki di un lanciafiamme cadauno, con le taniche del liquido infiammabile sia dentro lo scafo che assicurate all'esterno e la impiegarono durante la battaglia di Luzon nel gennaio 1945.
Le truppe giapponesi impiegarono estesamente i lanciafiamme nel corso della seconda guerra sino-giapponese e della guerra sul fronte del Pacifico per espugnare fortificazioni. Una volta che le sorti del conflitto contro gli Stati Uniti volsero al peggio per il Giappone che fu costretto sulla difensiva, sembra che i soldati nipponici tentarono di reinventarlo come arma anticarro, prendendo di mira le griglie di ventilazione del motore dei mezzi corazzati statunitensi.

## Tecnica

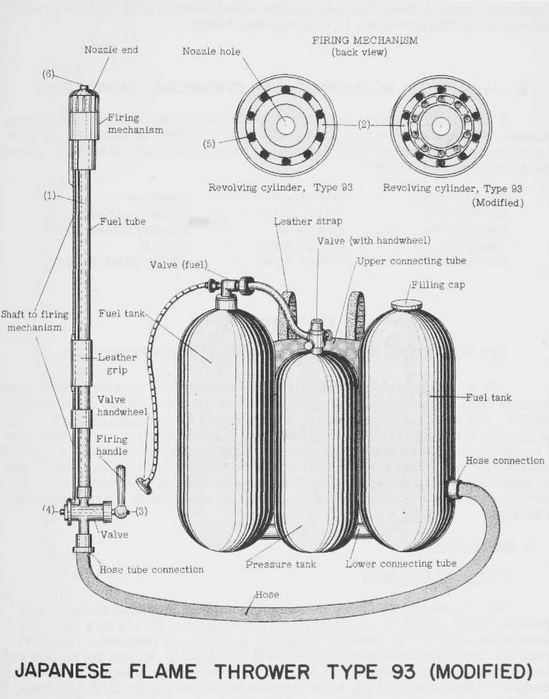
Rappresentazione e componenti del Type 93

Il lanciafiamme Type 93 era composto da due taniche cilindriche dalle estremità rotondeggianti, lunghe circa 38 cm, con diametro di 15 cm; contenevano fino a 14,77 litri di una mistura infiammabile composta da nafta, cherosene e benzina, versata da un'apertura circolare sulla sommità della tanica di destra, richiudibile avvitando un tappo. Dietro e al centro delle due taniche era inserito un cilindro più piccolo riempito in un primo tempo di azoto sotto pressione, poi di aria compressa: il gas serviva come propellente del combustibile ed era rilasciato nella tanica di sinistra attraverso un sottile tubo, che collegava le estremità superiori del cilindro e del serbatoio; la pressione generata spingeva la miscela nella lancia. Due valvole a spillo, una sul cilindro piccolo e l'altra sulla tanica di sinistra, permettevano di regolare l'intensità della pressione. Le due taniche principali comunicavano grazie a due condotti orizzontali saldati, uno superiore e uno inferiore, ai quali erano assicurati delle cinghie che consentivano all'operatore di portare i tre cilindri sulle spalle, come un normale zaino in dotazione ai fanti. Il sistema di serbatoi pesava circa 25 chili una volta riempito.
Un manicotto flessibile in gomma rinforzata, lungo 114 cm e con guarnizioni in ottone alle due estremità, era fissato in basso a destra alla tanica di destra e fungeva da collegamento tra il gruppo serbatoi e la lancia: essa era in sostanza un tubo di metallo lungo 1197 mm e misurava un diametro interno di 25 mm; la maniglia di espulsione era vincolata vicino alla giunzione con il manicotto, mentre in cima alla lancia si trovava l'ugello spruzzatore con annesso meccanismo di fuoco. Quest'ultimo somigliava al tamburo delle rivoltelle e contava dieci camere di scoppio; venivano usate cartucce non flangiate (rimless) che erano caricate dal davanti e mantenute in posizione da un coperchietto filettato, anch'esso con dieci fori.
Il lanciafiamme funzionava in questo modo. Per prima cosa l'operatore apriva la valvola della tanica piccola, contenente il propellente, e poi quella della tanica di sinistra: l'arma era così pronta per essere adoperata. L'operatore puntava la lancia, impugnava la maniglia e la ruotava di 90° a sinistra, portandola in posizione perpendicolare con la lancia; il movimento apriva la guarnizione del manicotto e la miscela infiammabile, sotto pressione, era spinta nella lancia. Al contempo era innescata una cartuccia e la piccola fiammella così prodotta incendiava la mistura appena prima della sua fuoriuscita. Una fiammata poteva durare dai 10 ai 12 secondi e coprire una distanza massima variabile tra i 22,90 e 27,40 metri. Per cessare il fuoco, l'operatore riportava la maniglia in assetto parallelo con la lancia; tale movimento bloccava l'afflusso di miscela e faceva ruotare il tamburo, che portava una nuova cartuccia in posizione.
Dal 1939 cominciò a essere distribuito un piccolo compressore ad aria alimentato a benzina; denominato Type 99, tale equipaggiamento era implementato alla bisogna e, quando non in uso, veniva conservato in una cassetta di legno.

## Varianti
Nel 1940 l'esercito imperiale immise in servizio il lanciafiamme Type 100, dotato di una lancia più corta (901 mm invece di 1197 mm) e con l'ugello spruzzatore rimovibile. Esistevano due modelli di ugello: il Type A garantiva getti di 12 secondi di durata, il Type B fino a 15 secondi. A parte queste due modifiche, per il resto la nuova arma era identica al predecessore. Fu in servizio fino al termine della guerra.